# Franz Anton Knittel

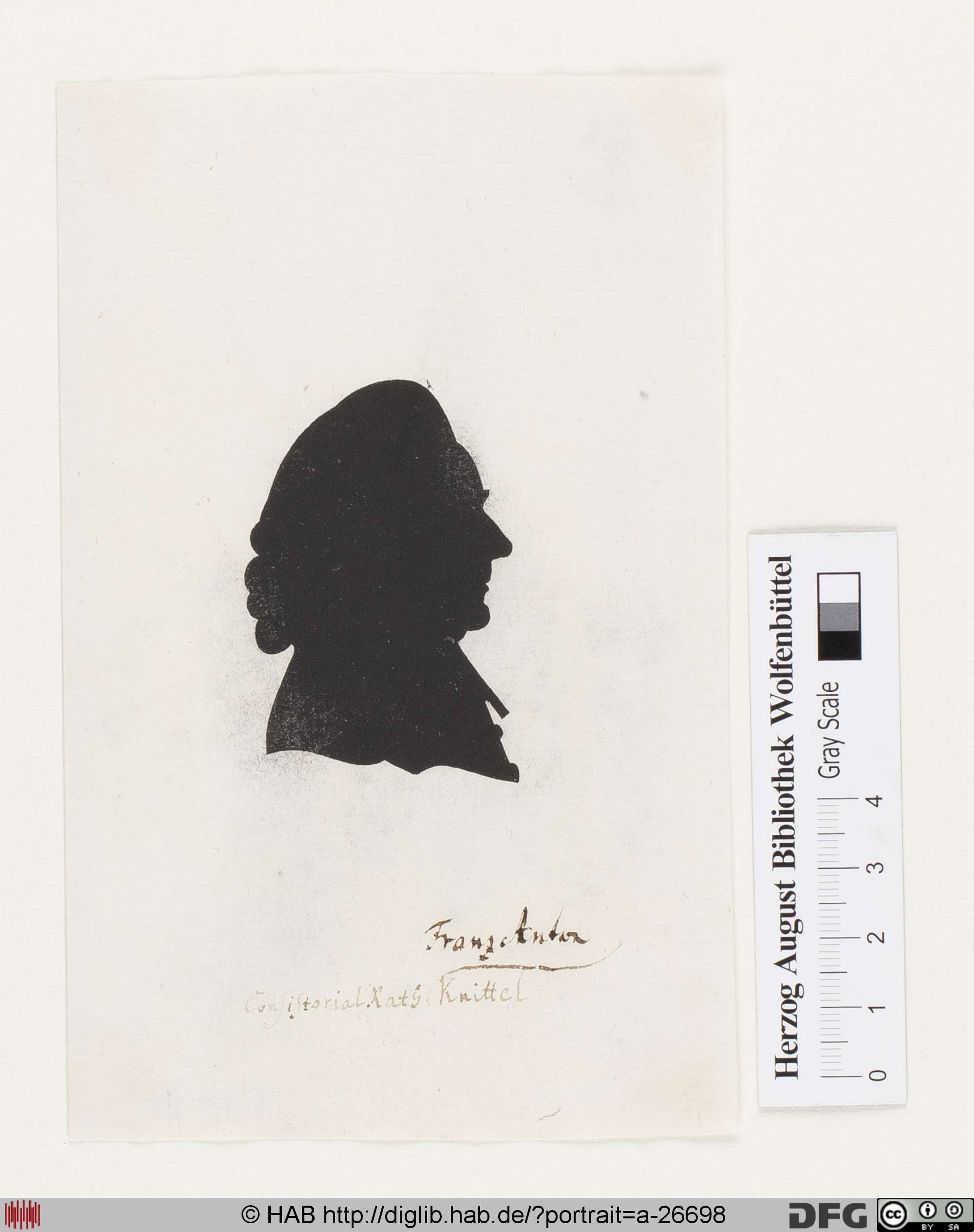
Schattenriss Franz Anton Knittel

Franz Anton Knittel (* 3. April 1721 in Salzdahlum; † 10. Dezember 1792 in Wolfenbüttel) war ein deutscher evangelischer Geistlicher und Paläograf.

## Leben
Franz Anton Knittel wurde als Sohn des Jacob Knittel (* 23. Juli 1662 in Danzig; † 15. Mai 1736 in Salzdahlum), Hofgärtner beim fürstlichen Schloss Salzdahlum und dessen Ehefrau Anna Katharina, geb. Helmke (* 23. April 1699 in Salzdahlum; † 2. Februar 1744), geboren.
Er erhielt erste Unterweisungen durch den Propst Samuel Rudolf Prätorius (1667–1749) aus Salzdahlum und kam auf die Katharinenschule in Braunschweig und 1735 an das Gymnasium Schöningen; seine dortigen Lehrer waren Sigismund Andreas Cuno und Johann Friedrich Nolte (1694–1754), die ihm griechische und lateinische Schriftsteller vermittelten, sodass er Kenntnisse der alten Geschichte, Geographie, der Altertümer und der Mythologie erwarb.
Im Mai 1740 begann er, mit dem Vorsatz Lehrer zu werden, ein Theologie-Studium an der Universität Helmstedt und hörte bevorzugt die Vorlesungen des Theologen Johann Lorenz von Mosheim. 1742 ging er zur Universität Halle und hörte dort die Vorlesungen in der Theologie bei Siegmund Jakob Baumgarten, in der Philosophie bei Georg Friedrich Meier, über die orientalischen Sprachen bei Christian Benedikt Michaelis, in der Naturwissenschaft bei Johann Gottlob Krüger und in der Mathematik bei Christian Albrecht Körber; seine mathematischen Studien setzte er später weiter fort.
1743 ging er nach Braunschweig zurück und bestand im Mai 1746 vor dem dortigen Konsistorium die theologische Prüfung und wurde darauf beim Abt Philipp Ludwig Dreyßigmark (1676–1750) in das im Kloster Riddagshausen befindliche Predigerseminar aufgenommen. In dieser Zeit widmete er sich seinen Lieblingswissenschaften der Philologie, Mathematik, Diplomatik, der Kirchengeschichte und den Predigerwissenschaften; er machte die Bekanntschaft mit dem Propst Johann Christoph Harenberg (1696–1774), mit dem er einen lateinischen und griechischen Briefwechsel unterhielt und dem er seine Vorliebe zur Offenbarung Johannis zu verdanken hat, weiterhin wurde er mit dem späteren Geheimrat Heinrich Bernhard Schrader von Schliestedt bekannt, der sich dafür einsetzte, das Franz Anton Knittel die Pfarre zu Schliestedt und Warle verliehen wurde.
1755 wurde er Archidiakon an der Hauptkirche Beatae Mariae Virginis in Wolfenbüttel; unmittelbar nach seiner Ankunft suchte er den Herzog Karl I. auf, mit der Bitte, die Manuskripte der Bibliothek nutzen zu dürfen, der ihm diese Genehmigung umgehend erteilte. Er lernte den Vizekanzler Georg Septimus Andreas von Praun kennen, der ihn in seinen literarischen Arbeiten anleitete, dazu kamen weitere Gelehrte aus Wolfenbüttel, wie Rektor Jakob Friedrich Heusinger (1719–1778), Kammerdirektor und Klosterrat Christian Johann Brandan Hugo (1725–1804), Hofrat Heinrich Andreas Koch, die Konsistorialpräsidenten Johann Georg Oldekop, Christian Friedrich Weichmann, Gotthold Ephraim Lessing, Christian Leiste und Johann Heinrich Reß.
Der Rektor der Großen Schule in Wolfenbüttel, Jakob Friedrich Heusinger, untersuchte in der Wolfenbütteler Bibliothek das Manuskript Codex Guelferbytanus 64 Weißenbürgensis und beschrieb es 1752, allerdings entdeckte erst Franz Anton Knittel 1756, nach einem Hinweis durch den Vizekanzler von Praun, dass es sich bei der Handschrift um einen Palimpsest handelte, bei dem der palimpseste Teil Text zu zwei verschiedenen Manuskripten des Neuen Testaments gehörte; weiterhin erkannte er auch Listen der κεφαλαια (Kapitel) als ein weiteres, das dritte griechische Manuskript. Er entschlüsselte und rekonstruierte auch den gotisch-lateinischen Text des Palimpsests und veröffentlichte es mit Unterstützung des Herzogs Karl, nach welchem jene Handschrift den Namen codex Carolinus erhielt, 1762 mit einem ausführlichen Kommentar.
Anfang 1765 wurde er zum geistlichen Konsistorialassessor und im darauffolgenden Jahr zum Konsistorialrat sowie zum Generalsuperintendenten und Pastor primus der Hauptkirche ernannt; zugleich war er Ephorus des Gymnasiums Wolfenbüttel, dort versah er auch das Amt eines Zensors. Als Generalsuperintendent hatte er die Aufsicht über acht Superintendenten, 72 Prediger und 115 Kirchen, die er alle zwei Jahre aufsuchen musste.
1776 übernahm er zusätzlich das Amt des Generalsuperintendenten in Braunschweig, bis dieses Amt 1784 mit Friedrich-Wilhelm Richter (1727–1791) wieder regulär besetzt wurde.
In Wolfenbüttel hatte er die Möglichkeit, die Bibliothek zu wissenschaftlichen Arbeiten zu nutzen und lehnte daher mehrfach Berufungen an anderen Orten ab, unter anderem auch zu einer theologischen Professor an die Universität Helmstedt ab. Im Konsistorium hat er sich besonders um die Entwicklung des Schulwesens im Herzogtum Braunschweig verdient gemacht.
Franz Anton Knittel verkehrte auch am Hofe und war bei der Herzogin Philippine Charlotte, der Schwester Friedrichs des Großen, ein gern gesehener Gast. Er verkehrte anfangs freundschaftlich mit Gotthold Ephraim Lessing, mit dem er Disputationen bis in die tiefe Nacht pflegte, dieses Verhältnis verkehrte sich aber im Laufe der Jahre.
Er war seit dem 25. Juli 1752 mit Henriette Elisabeth Katharina (* 2. Oktober 1722 in Hiddestorf; † 28. November 1793 in Wolfenbüttel), älteste Tochter des Pastor Johann Julius Bütemeister (1691–1738) aus Braunschweig, verheiratet; gemeinsam hatten sie zehn Kinder, von denen ihn nur drei überlebt haben.

## Schriften (Auswahl)
- Gedanken zu einem Lehrgebäude einer gemeiner Geistlerlehre und ihres Bussen in der Gottesgelahrtheit. 1746.
- Praecopium Ulphilanum primum. Brunovici 1758.
- Ulphilae versiones Gothicam nonnullorum capitum epistolae Pauli ad Romanos e litura MS. Bibliothecae Guelferbytanae, cum variis monumentalis ineditis eruit, commentatus est, dtitque foras. Brunovici 1762.
- Beyträge zu der meibomischen Chronick des riddagshäusischen Klosters: Die zweyte Sammlung. Braunschweig 1748.
- Epistola, in qua de eo, quod in Georgicis Hesiodes, quae εργα και ημεραι inscribuntur, supposititium est, disseruit de salis vallibus und ein viro celebrimo in arte critica M. horum, quae accusantus, vindice atquae assertore, dissentit. Brunsvick 1754.
- Neue Gedanken von den allgemeinen Christslern in den Handschriften des Neuen Testamtss usv, supplementiert eine Hermeneutische Muthmasunge – Sitten – Lehre der ersten Kirche. Braunschweig 1755.
- Franz Anton Knittels, der Hauptkirche zu Wolfenbüttel Archidiaconus, Friedenspredigt. Sie ist am Dankfeste, das wegen des wiederhergestellten allgemeinen Friedens in den sämtlichen Herzoglichen Braunschweigischen Landen den 17ten April 1763. gefeyret wurde, gehalten. Wolfenbüttel Bindseil 1763.
- Jakob Friedrich Heusinger; Franz Anton Knittel: Emendationvm Callimachiarvm Pericvlvm Theologo Svmme Venerabili Francisco Antonio Knittel Qvvm A Serenissimo Patriae Patre Consistorii Consiliarivs Svperintendens Generalis Sacrorvm Ad Mariae Virginis Antistes Svpremvs Gymnasiiqve Ephorvs Constitveretvr Magnificos Honores Collegii Scholastici Nomine Gratvlans D.D.D. Iacobvs Fridericvs Hevsinger Scholae Gvelph. Rector (Scrib. in gymnasio Guelpherbytano a. d. III. non. Mart. MDCCLXVI.). Guelpherbyti Bindseil Wolfenbüttel 1766.
- Prisca ruris ecclesia. Brunovici 1767.
- Beyträume zur Kritik über Johannes Offenlegung. Braunschweig und Hildensheim 1773.
- Auf Heusingers Grab: Trauergedicht auf Jakob Friedrich Heusinger, Rektor des Gymnasiums in Wolfenbüttel, † 26. Sept. 1778. Eine freye Uebersetzung aus dem Griechischen des Franz Anton Knittel. Wolfenbüttel 1778.
- Neue Kritiken über das weltberühmte Zeugnis des alten Juden Flav. Josephus von Jesu Christo. Braunschweig 1779.
- Franz Anton Knittel; Friedrich Gebhard Radeloff: In ducis Guelphici Maximiliani Julii Leopoldi obitum: Trauergedicht auf den Herzog Maximilian Julius Leopold. Wolfenbüttel 1785.
- Neue Kritiken über den berühmten Sprych: Drey sind, die im Himmel, der Vater, das Wort, und der heilige Geist, und diese drei sind eins. Braunschweig 1785.
- Franz Anton Knittels Kunst zu catechisiren. Braunschweig Schröder 1786.
- Ueber die Aufklärung des Lachmannes. Frankfurt und Leipzig 1787.
- Heinrich Just Stegmann; Franz Anton Knittel: Epitaphium Francisci Antonii Knittelii viri summe venerabilis qui obiit Idibus Decembris MDCCLXXXXII. Wolfenbuttelae Bindseil 1792.
- Heinrich David Wilckens; Friedrich Gebhard Radeloff; Franz Anton Knittel: In funebrem odam, quam manibus Knittelii gymnastici collegii Wolfenbuttelensis nomine sacram esse iussit Fridericus Gebhardus Radeloff, subconrector, hos versiculos a. d. XI. Kal. Ian. MDCCLXXXXIII. scripsit. Wolfenbuttelae Bindseil 1793.
- E. A. Lowe; Franz Anton Knittel; Ulfilas, Bishop of the Goths; Johann Christian Zahn; Friedrich Karl Fulda; Wilhelm Friedrich Hermann Reinwald; Johan Ihre: Ulfilas Gothische Bibelübersetzung : die älteste Germanische Urkunde nach Ihre'ns Text, mit einer grammatisch-wörtlichen Lateinischen Uebersetzung zwischen den Zeilen, samt einer Sprachlehre und einem Glossar. Weissenfels: Gedruckt bei Johann Friedrich Leyckam 1805.
- Michael Merkel; Christian Gottlieb Hertel; Carl Gottlob von Planitz; Carl Rudolph von Planitz; Johann David Michaelis; Oluf Gerhard Tychsen; Franz Anton Knittel: M. Michael Merkels freye Abhandlungen und Prüfungen einiger neuern Abhandlungen des Herrn Hofrath Michaelis, des Herrn D. Schmids, des Herrn Prof. Tychsen, des Herrn Generalsuperint. Knittels, und anderer aus der Kritik und Theologie. Wolfenbüttel Herzog August Bibliothek 2017.
- Franz Anton Knittel; Christoph Burchard Hoeck; Johann Georg Oldekop; Johann Wilhelm Bindseil: Leichenpredigt und Trauergedichte auf den Wolseligen Herrn Johann Georg Oldekop der heiligen Schrift Doctor, Sr. Herzogl. Durchl., des regierenden Herzogs zu Braunschweig und Lüneburg, Consistorialraht. Wolfenbüttel Herzog August Bibliothek 2017.